# Русские качели
«Ру́сские каче́ли» — механическая технология обработки сыпучих материалов (смесей твёрдых частиц вещества с воздухом и влагой) для получения плотных упорядоченных структур в виде готовых изделий посредством воспроизведения эффекта «текучего клина» с приданием процессу обработки необратимого характера.

## Схема действия

Схема действия

Над краем открытой сверху горизонтальной формы, не входя в неё, перемещается качающийся (отсюда и название технологии) рабочий орган — нагнетатель. При каждом ходе нагнетателя вверх в зону под него подсыпается обрабатываемый материал по всей ширине изделия. Нагнетатель этот материал вжимает в форму до её верхней поверхности. В результате постоянной подачи материала под рабочим органом возникает вынужденное течение с упорядоченной структурой заданной плотности — «текучим клином».
Возникновение текучего клина характеризуется выдавливанием обрабатываемого материала из-под нагнетателя в сторону незаполненной части формы и вверх. После начала такого выдавливания нагнетатель перемещается вслед за выдавливаемым материалом или, наоборот, форма перемещается под нагнетателем. В
результате происходит окончательное образование изделия.
«Текучий клин» образуется только в том случае, если уплотняемая среда открыта хотя бы с одной стороны, что позволяет вытеснять вместе с излишками материала воздуха и влагу в окружающую среду, и достигать плотной однородной по всей форме структуры изделия.

## Применение
«Русские качели» применяются при создании строительный блоков, кирпичей, бордюрных камней, безнапорных труб, колодезных колец, дорожных плит и других строительных изделий.
Также технология может быть использована:
- в дорожном строительстве — при уплотнении грунтовых оснований и дорожных одежд за один проход (без последующей укатки катками);
- в производстве огнеупоров и металлургии — при изготовлении огнеупорных блоков без ограничения размеров, нанесения слоёв из огнеупорных неформованных материалов при изготовлении и ремонте электролизеров, изготовлении литейных форм;
- при изготовлении изделий из металлических и металлокерамических порошков, топливных брикетов и формования адсорбента в газовых резервуарах пониженного давления.